# 고명대신
고명대신(顧命大臣)은 고명지신 [顧命之臣]이라고도 하며, 황제나 국왕의 퇴임 또는 임종시 임금의 마지막 당부 및 유언을 받드는 대신(정승, 판서, 참판 또는 그 직을 역임한 시임, 원임 대신들) 또는 고명대신을 보좌하는 승지, 대간, 낭관으로 나라의 뒷일을 부탁받는 신하이다. 따라서 고명대신은 차후 임금의 유지(遺志)를 받는 것이기 때문에 임금의 총애를 한 몸에 받은 신하중의 신하로 삼는다. 또한 이 때의 인물을 섭정승(攝政丞)이라고도 한다.

## 고명대신이었던 인물

### 고려
- 태조 : 박술희
- 광종 : 최지몽, 박양유, 이겸의, 서희
- 경종 : 최지몽, 박양유, 이겸의, 이지백, 서희, 최섬
- 성종 : 최섬, 서희, 김원숭, 김심언, 한언공, 유방헌, 강감찬, 최항
- 목종 : 유진, 위수여, 유윤부, 최항, 채충순, 황보유의, 강감찬, 김심언, 최사위, 장연우, 최현민, 박충숙, 주저, 곽원, 이주헌, 진함조, 김맹, 장영, 윤징고, 전보인, 이작인, 이주좌, 유방, 안소광
- 현종 : 강감찬, 최사위, 채충순, 황보유의, 서눌, 황주량, 최충, 박충숙, 왕가도, 유소, 양진, 이공, 이단, 이수화, 노전, 유징필, 최보성, 이응보, 이주좌, 유방, 왕가도
- 덕종 : 최사위, 채충순, 황보유의, 서눌, 황주량, 최충, 박충숙, 유소, 양진, 이공, 이단, 이수화, 유징필, 최보성, 이응보, 이주좌, 이자연, 이수화, 유방
- 정종 : 최충, 이자연, 이수화, 최보성, 이응보, 최유선, 이정
- 문종 : 최석
- 선종 : 임의
- 숙종 : 윤관, 오연총, 최사추, 김경용, 임의, 최홍사
- 예종 : 한안인, 문공인, 최영재
- 인종 : 김부식, 임원후, 문공유, 최유청, 최윤의, 최유칭, 허홍재
- 의종 : 문극겸, 최유청, 한문준, 윤인첨
- 명종 : 두경승

### 조선
- 태조 : 정도전, 조준, 남은, 김사형, 심덕부, 권근, 민제, 심효생, 이지란, 설장수, 권중화, 이무, 박순, 이서, 조영무, 조온, 안경공
- 정종 : 성석린, 민제, 이거이, 이화, 김사형, 심덕부, 권근, 하륜, 우현보, 조영무, 조온, 이제, 민무구, 민무질, 권중화, 이무, 함부림, 이서, 이숙번
- 태종 : 심온, 황희, 맹사성, 이직, 정탁, 허조, 정진, 조계생, 노한, 조연, 권제, 신개, 최윤덕, 조말생, 하연, 성석린, 한상경, 남재, 유정현, 박은, 이원, 박습, 강상인, 최만리
- 세종·문종 : 김종서[2], 황보인, 정분, 남지, 하연, 황희, 이양, 민신, 조극관, 안숭선, 한확, 이계전, 조수량, 안완경, 정효전, 최숙손, 이징옥, 강맹경, 이사철, 정인지, 정창손, 정갑손, 이인손, 황치신, 황수신, 성승, 박중림, 권자신, 김문기, 박중손, 성삼문, 박팽년, 이개, 유응부, 유성원, 하위지, 박쟁, 최지호(1427~1453)
- 세조·예종 : 한명회, 신숙주, 구치관, 정창손, 정인지, 심회, 최항, 윤자운, 조석문, 홍윤성, 박원형, 김질, 김국광, 한백륜, 성봉조, 허종, 성임, 김겸광, 강희맹, 서거정, 윤필상, 어유소, 한계미, 한계희, 한계순, 이극증, 이숭원, 윤사분, 윤사흔, 박중선, 남이, 귀성군, 강순, 현석규, 임원준, 권감, 양성지
- 성종 : 이극배, 노사신, 윤필상, 정문형, 윤호, 신승선, 어세겸, 한치형, 이극균, 정괄, 성준, 유순, 성현, 성건, 이극돈, 임원준, 윤효손, 손순효, 유지, 허침, 신준, 홍귀달, 이세좌, 박숭질, 채수, 신수근, 강귀손, 김응기, 임사홍, 박원종, 성희안, 유순정, 송질
- 중종·인종 : 윤은보, 홍언필, 윤인경, 유보, 윤임, 유관, 유인숙, 성세창, 이기, 정순붕, 이언적, 권벌, 허자, 민제인, 윤개, 정옥형, 상진, 심연원, 신광한, 소세양, 임권, 최보한, 김광준, 임백령, 윤원형, 윤춘년, 윤원로
- 명종 : 이황, 이준경, 이명, 권철, 홍섬, 홍담, 심통원, 이탁, 박순, 김귀영, 정언신, 유홍, 정유길, 이량, 심의겸, 허엽, 윤두수, 윤근수, 정철, 이헌국, 정탁, 김명원
- 선조 : 유영경, 허욱, 한응인, 황신, 서성, 신흠, 허성, 한준겸, 박동량, 윤방, 오윤겸, 이정구, 황신, 김상용, 기자헌, 심희수, 이산해, 이원익, 이항복, 이덕형, 윤승훈, 박승종, 유희분, 정인홍, 윤방, 민몽룡, 조정, 성영, 권협, 노직, 유자신, 박홍구, 한효순, 강홍립, 김경서, 김류, 이귀, 신경진, 홍서봉, 심열, 김제남, 김상헌
- 인조 : 김자점, 김상헌, 이경석, 이시백, 심지원, 원두표, 김육, 정태화, 구인후, 이시방, 한흥일, 조익, 이경여
- 효종 : 원두표, 심지원, 이시백, 이경석, 정태화, 이후원, 정유성, 홍명하, 송시열, 송준길, 이시방, 이경억, 정치화, 정지화, 허적, 유혁연, 윤강, 윤선도, 조복양, 이경억, 홍중보, 김수항, 이완
- 현종 : 허적, 송시열, 김수항, 김수흥, 이상진, 민유중, 민정중, 허적, 권대운, 홍처량, 김만기, 김만중, 김석주, 정지화, 정치화, 김익훈, 민희, 민점, 오시수, 이단하, 여성제, 남구만, 정재숭, 유혁연, 조사석, 홍만용, 목내선, 김덕원, 윤지선, 윤증, 남용익, 심재, 이원정, 이현일, 홍우원, 허목, 윤휴
- 숙종 : 김창집, 이이명, 이건명, 조태채, 이유, 권상하, 민진원, 정호, 이관명, 홍치중, 민진후, 신임, 황흠, 이만성, 최규서, 김우항, 김재로, 홍계적, 김우항, 최규서, 심수현, 이집, 서명균, 이의현, 오명항, 김흥경
- 경종 : 조태구, 최석항, 조태억, 이광좌, 유봉휘, 이태좌, 최규서, 심수현, 이집, 조문명, 오명항, 송인명, 조현명
- 영조 : 홍봉한, 홍인한, 김상복, 한익모, 김양택, 신회, 김치인, 이사관, 이은, 이휘지, 서명선, 정존겸, 이성원, 이재협, 윤시동, 유언호, 김종수, 심환지, 김귀주
- 정조 : 김조순, 서매수, 한용귀, 김재찬, 이시수, 이경일, 김사목, 심환지, 김관주, 김달순, 이병모
- 순조 : 김유근, 남공철, 이상황, 심상규, 홍석주, 박종훈, 김노경, 조만영, 조인영, 이지연, 이기연, 조병구, 조병현
- 헌종 : 조병현, 김좌근, 조인영, 조만영, 정원용, 김흥근, 권돈인

### 영국
- 조지 3세 : 멜버른 총리